# Molino de aceite (Cervera del Maestre)
La torre y el molino de aceite de Cervera del Maestre es un conjunto arquitectónico catalogado como Bien de Interés Cultural con código identificativo: 12.03.044-001, según disposición del 28 de septiembre de 2007; con anotación ministerial número:R-I-51-0012166 y publicación en el BOE con fecha 24 de enero de 2008.

## Descripción
El conjunto arquitectónico del Molino de aceite sito en el término municipal de Cervera del Maestre (Provincia de Castellón, España) en el kilómetro 14 de la carretera de Benicarló a Sant Mateu, se compone de dos edificios, una torre o casa agrícola, inicio del conjunto, y el molino propiamente dicho. 
La torre es de planta cuadrangular, consta de tres plantas, En la planta baja se disponen el zaguán, la escalera y los dos aljibes a los que se tiene acceso desde el entresuelo. La planta primera consta de una sala principal y otras dos de menores dimensiones. El pavimento es cerámico de finales del siglo XVI o principios del XVII. La fachada consta de portada de medio punto con dovelas de sillería. En la planta principal hay dos ventanas simétricas sobre las que se advierten los restos de un matacán. La cubierta actual es a dos aguas con teja árabe, los restos de canecillos remiten a una cubierta anterior plana. En la parte superior se conserva un reloj de sol y una inscripción con la fecha 1726, probablemente de una reforma.
El molino consta de dos elementos principales, la "sala de moles" que contaba con un molino y la sala de prensas o de 'ginys' junto con otras secundarias. La sala de prensas de planta rectangular dividida en dos por pilares de mampostería, en esta nave se encuentran las dos prensas. La prensa más antigua conserva la fecha de 1606. La nave de molinos está dividida en dos partes mediante dos arcos rebajados de sillería sobre pilares. 
Otros elementos que completan el molino con la sala de las tinajas, el establo, otra dependencia usada como vivienda, y al norte la senia para la obtención de agua que sirva en el proceso de extracción del aceite. 
El complejo, cedido a la Generalidad Valenciana por un particular, fue restaurado en 1986 siguiendo el proyecto del equipo de arquitectos D. Jaime Prior y Llombart y D. Fernando Zaragoza Beltrán 